# Мопед

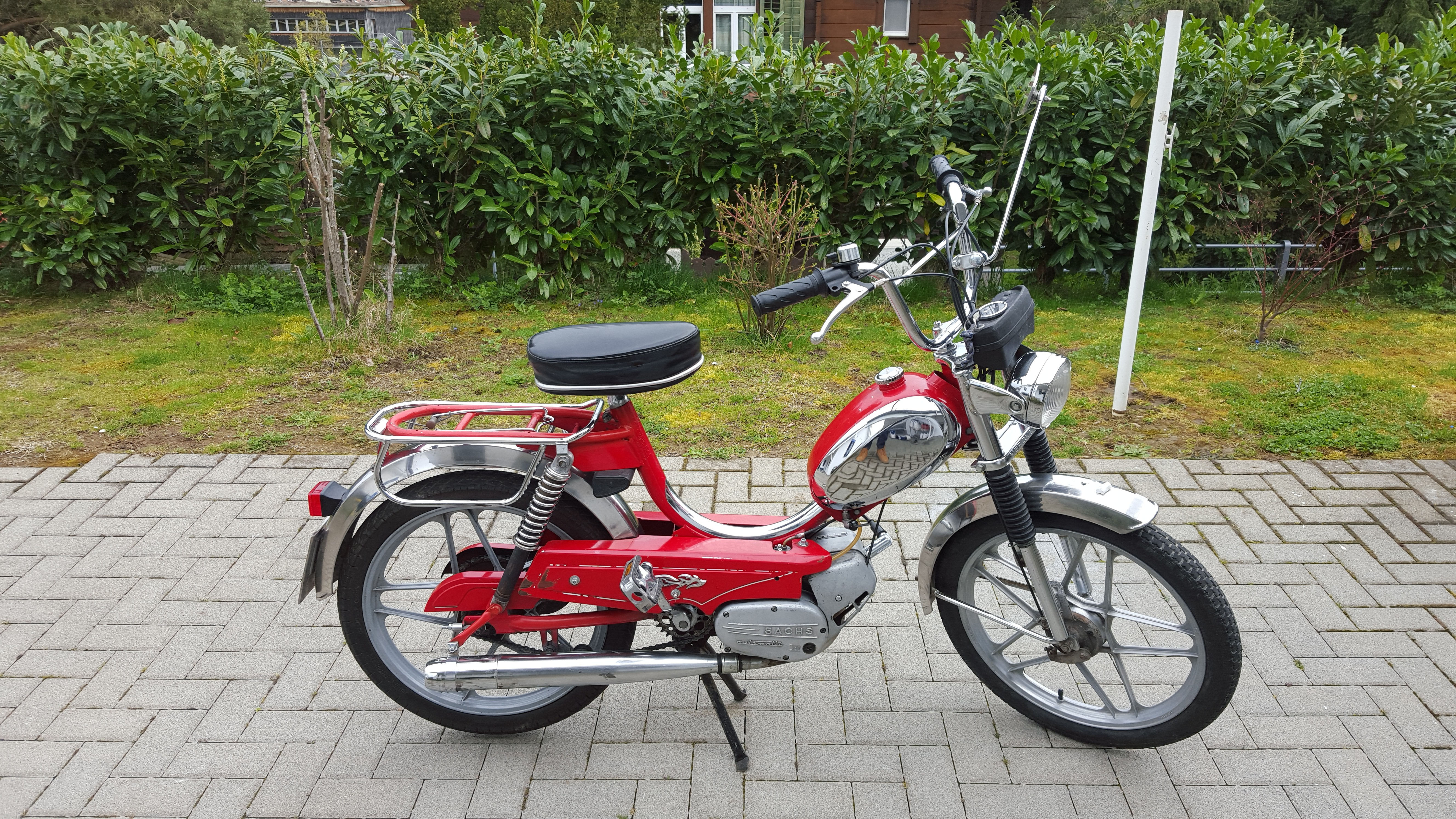
Класичний мопед Sachs Hercules 503, модель 1984 року (Німеччина)

Мопе́д — двоколісний транспортний засіб, який має двигун з робочим об'ємом до 50 куб. см, або електродвигун потужністю до 4 кВт (5,44 к.с.).
Назва мопед використовувалася раніше, за часів СРСР, останнім часом термін мопед майже не вживається (як і не виробляються мопеди), натомість у ходу більш узагальнене слово скутер. Поміж тим, існує конкретне поняття класичного мопеда.

## Історія
Наприкінці 1920-х років, у період світової кризи, у Європі зросла потреба в дешевих та економних транспортних засобах. На той час вже серійно вироблялись мотоцикли, досить важкий і технічно складний двохколісний транспорт. Багато винахідників не могли втриматися від спокуси встановити компактний бензиновий двигун спрощеної конструкції, без коробки передач на велосипеди.
Одними з перших, масове виробництво веломоторів, та мотовелосипедів почали німецькі фірми ILO та Fichtel und Sachs.
Вже наприкінці 1930–х років, в Німеччині налічувалося десятки виробників допоміжних веломоторів з робочим об'ємом 60, 74, 98 куб. см. для велосипедів різної конструкції.
Після Другої світової війни, виробництво мотовелосипедів, як недорогого транспортного засобу також зросло. Удосконалювалися і конструкції двигунів, з'явилися компактні мотори з вбудованим в картер педальним приводом, редуктором з двома передачами. Деякі виробники створювали спеціальні велосипеди з посиленими рамами, амортизованими передніми вилками, оснащували їх поліпшеними гальмами, збільшеними шинами.

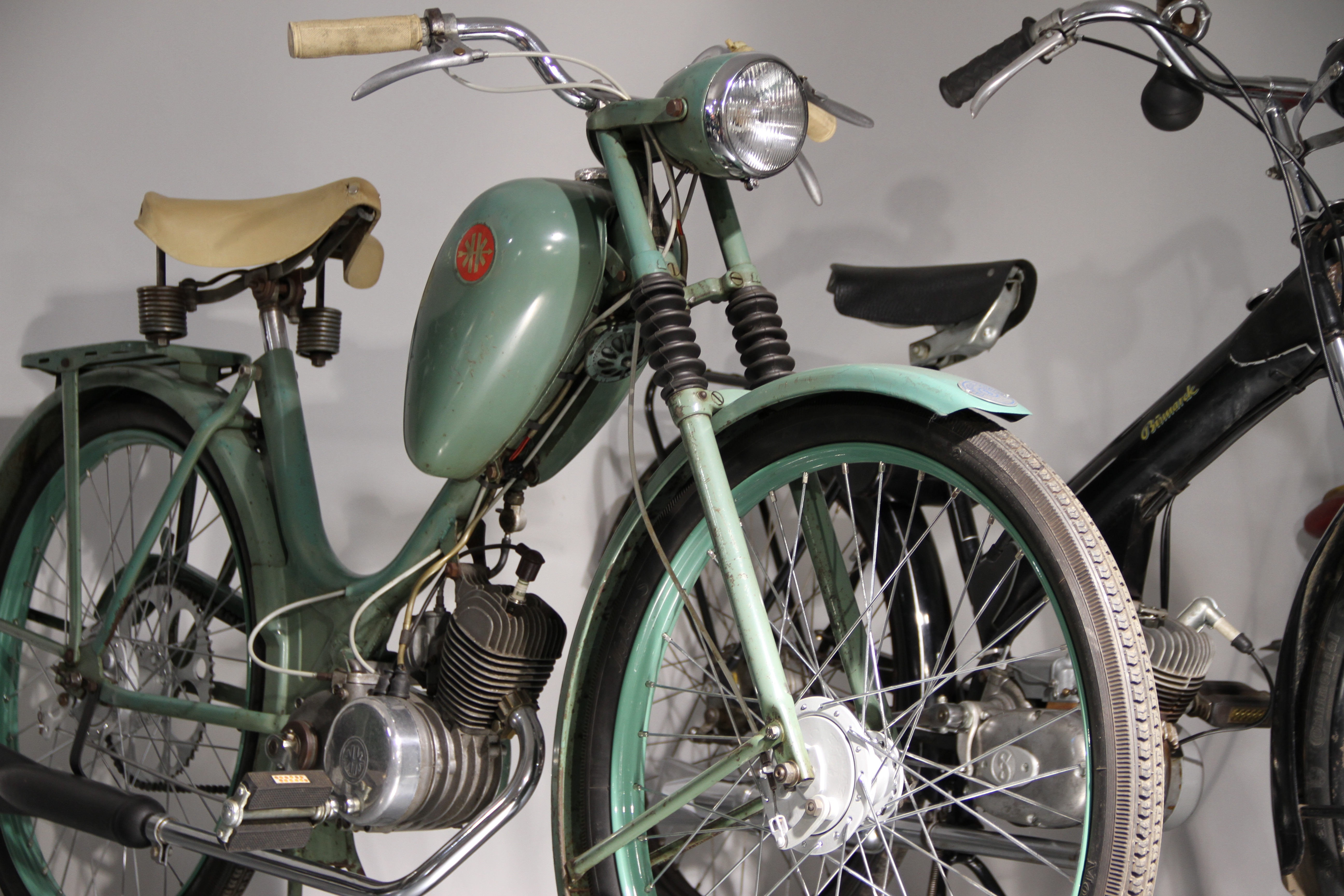
Мопед Kreidler K–50, 1954 рік. Оснащений двигуном з робочим об'ємом 50 см³ потужністю 2,2 к.с., швидкість 50 км/год.

Тому в країнах Західної Європи виникла потреба законодавчого упорядковування технічних вимог до цього виду легкого мототранспорту, та чітко відокремити їх від мотоциклів. Зокрема в Німеччині (ФРН) з 1 січня 1953 року було визначено правилами дорожнього руху, що мотовелосипеди можуть оснащуватись двигуном робочим об'ємом до 50 куб. см. , і мати вагу до 33 кг.
Назва мотовелосипед, або велосипед з допоміжним двигуном була за складною, тому було оголошено конкурс на нову назву цього класу мототранспорту. В 1953 році на міжнародні виставці веломототехніки IFMA було названо переможця — це був шведський варіант: «Moped», який поєднував слова «Motor» і «Pedal». Саме в той час німецька фірма Kreidler випустила мотовелосипед К–50 з двохшвидкісним двигуном та вбудованими велосипедними педалям, які слугували в першу чергу для запуску двигуна (також як допоміжний привід при їзді в гору) та вагою 33 кг, що повністю відповідало вимогам нових правил. Таким чином були вироблені технічні вимоги та ПДР для класу мопедів відомі в історії дорожнього руху як «Lex Kreidler» реформа.
У Радянському Союзі перший мопед Рига-1 було випущено в 1961 році, це була копія чехословацького мопеда Jawa, який був в свою чергу, створений на німецьких зразках. У 1967 році на Львівському мотозаводі почалось масове виробництво мопедів МП–043 з двохшвидкісним двигуном, який став основою для створення серії популярних мопедів «Верховина».

## Різновиди мопедів
Мокік
Мокік — це мопед з коробкою передач і без велосипедних педалей. Термін пов'язаний з тим, що у мокіка запуск двигуна проводиться ножним важелем-кікстартером («Motor» mit «Kickstarter»). За відсутністю педалей, водій не може допомогти двигуну в важких дорожніх умовах, але мокіки оснащували потужнішими двигунами (також до 50 куб. см.) з більшим крутним моментом.

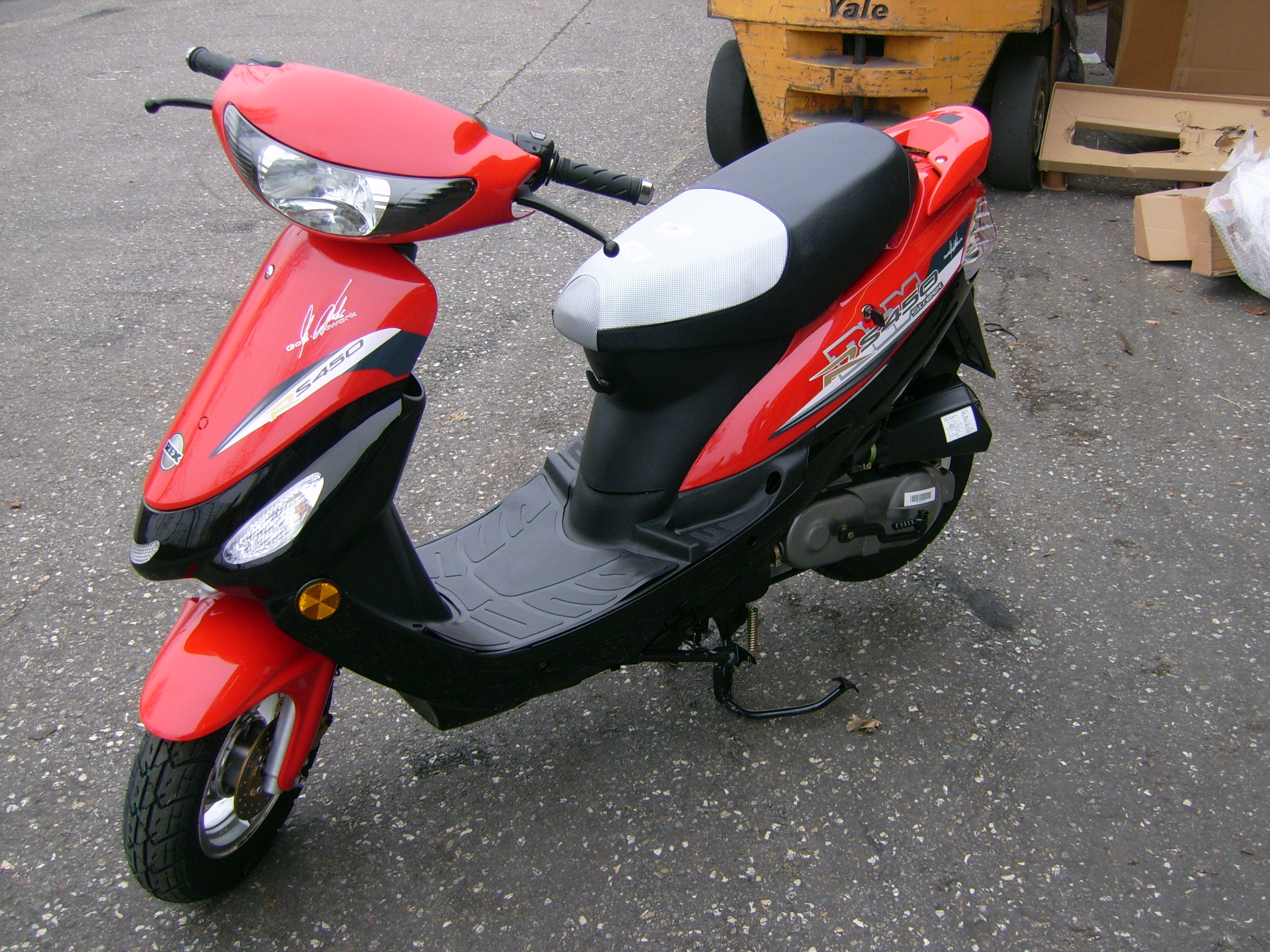
Типовий «малокубовий» скутер китайського виробництва

Перемикання передач здійснюється ножним важелем ліворуч або лівою рукою на кермі (напр. у «Карпати», «Дельта»), праворуч розташована педаль заднього гальма.
Скутер
За конструкцією мокіки близькі до легких мотоциклів і відрізняються від них тільки меншим робочим об'ємом двигуна до 50 куб. см. У першому десятиріччі 2000-х років час дуже широко поширилися мопеди, виконані за схемою моторолера (скутера). Його будова характерна платформою для ніг водія та розташуванням двигуна (до 50 куб. см.) з примусовою системою повітряного охолодження ззаду під сидінням закритим капотом. У скутерів найчастіше замість механічної двоступеневої коробки передач встановлюють клиноремінний варіатор з автоматичним відцентровим зчепленням. Також значної популярності набувають скутери оснащені електроприводом.

## Вимогиправил дорожнього руху України
- У 2010 році в Україні прийнято закон, за яким користувачам мопедів теж потрібно мати посвідчення на керування (категорія А1) та реєструвати свій транспортний засіб.

Категорія А1 — мопеди, моторолери та інші двоколісні транспортні засоби, які мають двигун з робочим об'ємом до 50 см³ або електродвигун потужністю до 4 кВт;
- Розмежування мотоциклів і мопедів в ПДР пов'язане з тим, що мотоцикл може їхати в загальному потоці автомобілів, а мопед має значно меншу швидкість, і тому, за правилами, він має рухатись тільки біля правого краю дороги, разом з велосипедами;
- Згідно з правилами дорожнього руху України: -водій, під час руху на мотоциклі і мопеді має бути в застебнутому мотошоломі і не перевозити пасажирів без застебнутих мотошоломів; -право на керування мопедом надається особам з 16-річного віку;
- Поза населеними пунктами на всіх дорогах та на дорогах, що проходять через населені пункти, дозволяється рух із швидкістю: вантажним автомобілям, що перевозять людей у кузові, та мопедам, — не більше 60 км/год;
- У населених пунктах рух транспортних засобів дозволяється із швидкістю не більше 50 км/год.